# List of Prokaryotic names with Standing in Nomenclature
La List of Prokaryotic names with Standing in Nomenclature (LPSN, en français : « Liste des noms procaryotes ayant un statut dans la nomenclature »), est une base de données en ligne qui conserve des informations sur la nomenclature et la taxonomie des procaryotes conformément aux exigences taxonomiques et aux décisions du Code international de nomenclature des procaryotes. À ce titre, la LPSN fait autorité sur la validité des noms attribués aux bactéries et aux archées.
Jean Euzéby en a été l'initiateur et le conservateur de 1997 à juin 2013,. C'est Aidan Parte qui en a pris le relais de juillet 2013 à janvier 2020. 
En février 2020, la LPSN a été intégrée au service de mise à jour de la nomenclature procaryote de l'Institut Leibniz DSMZ (Collection allemande de micro-organismes et de cultures cellulaires).
En janvier 2022, la LPSN présente les dernières mises à jour de son logiciel TYGS, incluant une phylogénie à l'échelle du génome et des estimations des limites aux niveaux de l'espèce et des sous-espèces, afin de faciliter l'exploration taxonomique des séquences bactériennes interrogées pour leur l'identification. Le logiciel fournit aussi les informations sur la nomenclature officielle, la synonymie et la littérature taxonomique associées. 